# Text Zalgo

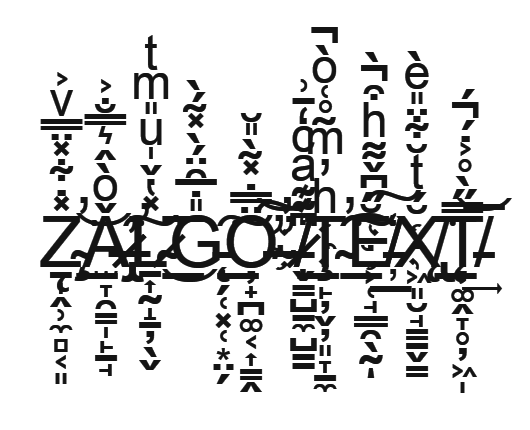
Un efecte de text Zalgo aplicat a les paraules "ZALGO TEXT"

El text Zalgo és un text digital que s'ha modificat amb combinació de caràcters i amb símbols Unicode que s'utilitzen per afegir diacrítics a sobre o a sota de les lletres, perquè sembli un text esgarrifós o amb glitchs.
S'anomena així per una història de creepypasta d'Internet del 2004 que l'atribueix a la influència d'una antiga divinitat anomenada Zalgo el text de la qual s'ha convertit en un component important de molts mems d'Internet, especialment en la cultura del "meme surrealista". El format del text Zalgo també permet utilitzar-lo per aturar o perjudicar determinades funcions de l'ordinador, sigui intencionadament o no.

## Història
El text de Zalgo va aparèixer per primera vegada l'any 2004 per un membre del fòrum de Something Awful que va crear imatges macro de personatges de dibuixos animats amb un aspecte distorsionatque exclamaven "Zalgo!". El text de les imatges sovint es distorsionava i l'estil de la distorsió es va popularitzar com a "text de Zalgo". Els personatges sovint eren representats sagnant pels seus ulls, i els membres del fòrum van interpretar Zalgo com una figura apocalíptica inimaginable i avorrida.

## Ús

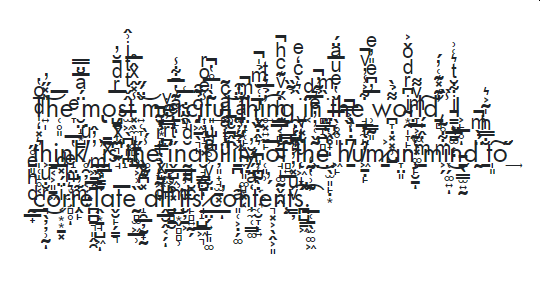
Una frase amb el text Zalgo

El text Zalgo es genera agafant una cadena de text digital i afegint excessivament diversos signes diacrítics a les lletres mitjançant la combinació de caràcters Unicode. Històricament, s'ha usat principalment en memes d'Internet de terror o copypasta. Els seus caràcters aparentment representats de manera incorrecta o erròniament el fan predominant entre els mems destinats a fer que el dispositiu del lector sembli que funciona malament. El text de Zalgo s'ha popularitzat al món dels "memes surrealistes", que pretenen semblar estranys o absurds. Un significant comú dels memes surrealistes, és que el text de Zalgo lligui amb una sensibilitat estètica general d'el que és estrany i impossible que inclou elements com ara clip art i personatges recurrents d'aspecte estrany, però es nega a representar elements del món real com persones o marques reals.
El text de Zalgo també s'ha usat o s'ha al·ludit fora dels mems d'Internet. Es va descriure un logotip de campanya fet per aficionats per a la campanya presidencial de Michael Bloomberg 2020 com molt semblant al text de Zalgo. El 2020, un adolescent i creador de TikTok va enviar la paraula "hamburguesa" amb text de Zalgo per al títol de l'anuari escolar; quan es va imprimir l'anuari, el text es va sobreposar a la seva fotografia i a la de l'alumne que hi havia a sota.
A més dels usos legítims, el text de Zalgo s'ha utilitzat de manera maliciosa per bloquejar o desbordar les aplicacions de missatgeria. L'aplicació Apple iMessage no pot gestionar correctament el text de Zalgo i es bloquejaria si intenta representar un missatge que contingui aquest text. Aquest comportament s'ha usat per dur a terme atacs de denegació de servei contra usuaris d'iOS. De la mateixa manera, els missatges de Zalgo enviats a Gmail han provocat bloquejos.

## Influència
El text Zalgo ha donat lloc a la creació d'altres arts a Internet. L'artista de performance Laimonas Zakas es va inspirar en el text de Zalgo per crear Glitchr, una pàgina de Facebook que modifica i falla el codi de Facebook de manera intencionada.
Tot i que l'aspecte més influent de la creepypasta original de Zalgo són els personatges de text modificats, altres aspectes de la història també han estat populars. Els aficionats a la pseudohistòria han conceptualitzat Zalgo com "una força sobrenatural invisible, una càbala secreta o potser fins i tot un semideu malvat" i l'han comparat amb els grans ancians a l'obra d'H.P. Lovecraft. Les representacions de fan art de Zalgo també inclouen dibuixos i curtmetratges.